# Osmanlıspor
Az Osmanlıspor (korábban Ankaraspor A.Ş., azaz Ankaraspor Anonim Şirketi) egy török sportegyesület, melynek székhelye Ankara. 1987-ben alapították, labdarúgó-szakosztálya mellett van tollaslabda, kosárlabda, ökölvívás, kézilabda, jégkorong, dzsúdó, asztalitenisz és birkózócsapata is.
A klub neve alapításakor Ankara Belediyespor volt, 1994-ben ezt Ankara Büyükşehir Belediyespor-ra változtatták. 1998-ban a nevet felcserélték, és így lett Büyükşehir Belediye Ankaraspor, majd 2005 után Ankaraspor. 2014 nyarán újabb névváltozás történt, azóta a csapat neve Osmanlıspor.
2009. október 7-én a TFF kizárta az akkor még Ankaraspor nevű csapatot, miután fény derült arra, hogy igazgatótestületének egy tagja, miután lemondott, a másik fővárosi csapat, az Ankaragücü igazgatója lett. A döntés értelmében az Ankaraspor minden mérkőzését lenullázták, illetve eleve 0–3-as vereséget jegyeznek fel minden mérkőzésükre; valamint a másodosztályba utasították a csapatot.

## Jelenlegi játékosok
| #  |             | Poszt | Név                    |
| -- | ----------- | ----- | ---------------------- |
| 3  | Svédország  | V     | Fredrik Risp           |
| 4  | Törökország | V     | Muhammet Hanifi Yoldaş |
| 5  | Törökország | V     | Ediz Bahtiyaroğlu      |
| 6  | Törökország | V     | Baki Mercimek          |
| 7  | Törökország | CS    | Murat Tosun            |
| 8  | Brazil      | CS    | Sidney Tita            |
| 9  | Mexikó      | CS    | Antonio de Nigris      |
| 10 | Törökország | KP    | Özer Hurmacı           |
| 11 | Törökország | CS    | Mehmet Çakır           |
| 13 | Montenegró  | V     | Radoslav Batak         |
| 18 | Törökország | CS    | Tevfik Köse            |
| 19 | Törökország | CS    | Bilal Kisa             |
| 20 | Törökország | KP    | Anıl Taşdemir          |

| #  |             | Poszt | Név              |
| -- | ----------- | ----- | ---------------- |
| 23 | Portugália  | KP    | Neca             |
| 27 | Libéria     | CS    | Theo Lewis Weeks |
| 34 | Szlovákia   | K     | Štefan Senecký   |
| 37 | Törökország | V     | Uğur Demirkol    |
| 41 | Törökország | V     | Ömer Aysan Barış |
| 44 | Törökország | V     | Erhan Güven      |
| 48 | Törökország | K     | Evren Özyiğit    |
| 50 | Törökország | KP    | Hürriyet Güçer   |
| 61 | Törökország | V     | Eren Aydın       |
| 66 | Törökország | KP    | Adem Koçak       |
| 90 | Törökország | KP    | Umut Sözen       |
| 99 | Törökország | K     | Gökhan Tokgöz    |
| 17 | Törökország | KP    | Serol Demirhan   |